# Tom Hoad
Thomas Henry Hoad, detto Tom (Fremantle, 23 marzo 1940), è un ex pallanuotista e allenatore di pallanuoto australiano.
Ha partecipato, come membro dell'Australia, alle Olimpiadi di Roma 1960, Tokyo 1964 e di Monaco di Baviera 1972, partecipando al torneo di pallanuoto.
È stato l'allenatore della selezione nazionale australiana nel periodo 1976-1988.
Nel 2009 è stato incluso nella Water Polo Australia Hall of Fame, mentre nel 2011 nella International Swimming Hall of Fame.